# Elisa van der Ven
Elisa van der Ven (Edam, 5 oktober 1833 – Zandvoort, 27 juni 1909) was een Nederlands letterkundige, onderwijzer en conservator Physisch Kabinet van het Teylers Museum.
Van der Vens ouders waren Elisa van de Ven (1805-1833), waagmeester en later secretaris van de gemeente Edam, en Fokelina Christina Tichelaar (1810-?). Zeven weken voor zijn geboorte was zijn vader overleden, waarna zijn moeder hertrouwde met de Edamse apotheker Johannes Volgraaf.
Hij studeerde wis- en natuurkunde aan de Universiteit Leiden en werd in 1856 benoemd tot leraar aan het gymnasium te Leiden. Nog voor zijn promotie beantwoordde hij tweemaal een uitgeschreven prijsvraag (over de veranderlijke sterren en over de potentiaalfunctie van Gauss) die beide met goud bekroond werden. Hij promoveerde op 15 mei 1858 summa cum laude op de dissertatie: Eenige beschouwingen over de potentiaal-functie.
In 1864 vertrok Van der Ven van Leiden naar Haarlem. Hier was hij van 1864 tot 1878 directeur en leraar aan de in 1864 opgerichte hogereburgerschool en van 1878 tot aan zijn overlijden in 1909 conservator aan Teylers Physisch Kabinet en lidsecretaris van Teylers Tweede Genootschap. Tevens was hij er van 1884 tot 1900 werkzaam als schoolopziener van het arrondissement Haarlem, terwijl hij er bovendien nog menig andere betrekking bekleedde. 
Van der Ven heeft vele geschriften en boeken geschreven, waaronder:
- Een brief over middelbaar onderwijs, geschreven aan S.A. Naber (1865)
- Beginselen der theoretische en toegepaste mechanica (1867)
- Godsdienstonderwijs en openbaar Onderwijs (1868)
- Beginselen der Kosmographie (1869)
- Onze Hoogere Burgerscholen (1873)
- De physische toestand der zon (1876)
- Het zonnestelsel en de vaste sterren (1877)

Verder schreef hij tal van artikelen over populaire onderwerpen uit die tijd in het tijdschrift Album der Natuur, waarvan hij een aantal jaren mederedacteur was.